# Eurypon radiatum
Eurypon radiatum är en svampdjursart som först beskrevs av James Scott Bowerbank 1866.  I den svenska databasen Dyntaxa används istället namnet Eurypon radiata. Eurypon radiatum ingår i släktet Eurypon och familjen Raspailiidae. Arten är reproducerande i Sverige. Inga underarter finns listade i Catalogue of Life.